# Briscoe Frères
Briscoe Frères war ein französischer Hersteller von Automobilen.

## Unternehmensgeschichte
Nachdem der Industrielle und Auto-Pionier Benjamin Briscoe mit der Gründung einer Holding als Gegenkonzept zu General Motors in den Vereinigten Staaten ein gewaltiges Fiasko erlitten hatte, ging er mit seinem Bruder Frank nach Frankreich. Sie gründeten 1913 in Neuilly-sur-Seine die Firma Briscoe Frères als Filiale ihres amerikanischen Unternehmens Briscoe Motor Corporation und begannen mit der Produktion eines Cyclecars, das als Ajax vermarktet wurde. 1914 endete die Produktion in Frankreich. Mit geringen technischen Änderungen wurde es bis 1916 in Jackson (Michigan) (Vereinigte Staaten) als Argo und bis 1918 in Waterloo (Iowa) (Vereinigte Staaten) als Arabian weitergebaut.

## Fahrzeuge
Das einzige Modell war ein zweisitziges Cyclecar. Es war mit einem wassergekühlten Vierzylindermotor mit SV-Ventilsteuerung, 980 cm³ Hubraum und 12 PS Leistung ausgestattet. Besonderheit war das Friktions- bzw. Reibradgetriebe. Die Kraftübertragung erfolgte über eine Kardanwelle. Der Radstand betrug 2286 mm, die Spurweite 1118 mm und das Gewicht etwa 340 kg.